# Hundsheim
Hundsheim è un comune austriaco di 585 abitanti nel distretto di Bruck an der Leitha, in Bassa Austria.